# Eduardo Zaplana Hernández-Soro
Eduardo Andrés Julio Zaplana Hernández-Soro (Cartagena, Regió de Múrcia, 3 d'abril de 1956) és un polític espanyol que fou el tercer president de la Generalitat Valenciana, des del 1995 fins al 24 de juliol de 2002. Destacà dins dels governs de José María Aznar com a ministre de Treball (2002) i portaveu del Govern Espanyol (2003). Durant el període en oposició, del 2003 fins al 2008, exercí de portaveu del Partit Popular al Congrés dels Diputats. Actualment s'ha retirat de la política i ha acceptat ser director de l'empresa de telecomunicacions espanyola Telefónica.

## Biografia
Va néixer el 3 d'abril de 1956 a la ciutat de Cartagena. Va estudiar dret a la Universitat de València entre 1975 i 1979, i posteriorment a la Universitat d'Alacant entre 1982 i 1984, en la qual es va llicenciar.
El desembre de 2015 ingressà a l'Hospital La Fe, a València, pel patiment de leucèmia.

## Activitat política

### Inicis polítics
Va iniciar la seva activitat política en la Unió de Centre Democràtic (UCD) entre 1977 i 1982, esdevenint membre del Gabinet Tècnic del Ministeri de Transports, Turisme i Comunicacions sota la presidència d'Adolfo Suárez González.
L'any 1990 va ingressar al Partit Popular, on esdevení President del PP de la província d'Alacant eixe any i el 1991 va ser elegit alcalde de Benidorm gràcies al vot d'una trànsfuga del PSPV. També en eixa època va veure's afectat pel Cas Naseiro.
Es va saber el 2018, amb l'ajut de la informació aportada pels Papers de Panamà, que Zaplana havia amagat les seues comissions pel 2001 a través del despatx d'advocats Etude García, establit a Luxemburg i operat per Beatriz García Paesa.

### Política autonòmica
Des del 1991 fou diputat a les Corts Valencianes, càrrec que va mantindre fins al 2002. El 1993 esdevení President del Partit Popular de la Comunitat Valenciana. El 1995 va ser candidat del PP a la Presidència de la Generalitat Valenciana i va aconseguir guanyar les eleccions per majoria simple i realitzant un pacte amb Unió Valenciana, on el candidat d'aquesta formació, Vicent González Lizondo, es convertí en president de les Corts Valencianes. L'any 1999 va aconseguir la majoria absoluta en les eleccions autonòmiques i va renovar el seu mandat com a president.
Capdavanter en l'impuls d'unes polítiques socials que posaven la seva principal atenció en la gestió hospitalària i en l'atenció a la gent gran, va promoure així mateix unes grans polítiques de foment del treball, va aconseguir finalitzar la construcció dels últims trams de l'autovia València-Madrid i va aconseguir un acord per la construcció de l'AVE entre aquestes dues ciutats. Durant el seu govern es va tractar de promocionar la imatge de la Comunitat Valenciana com a destinació turística, amb costoses campanyes de publicitat i amb una forta inversió pública per a la creació del parc temàtic Terra Mítica que afectà també a les principals caixes d'estalvis valencianes i dugué a un dèficit creixent l'administració valenciana, especialment pel que fa al deute públic del Canal 9.
Amb la seua sortida a la política nacional, el traspàs de poders amb Francisco Camps ha estat traumàtic per l'enfrontament entre els seguidors de Zaplana o zaplanistes i els de Camps, que foren apartats dels càrrecs.

### Política espanyola
El 10 de juliol de l'any 2002 fou nomenat Ministre de Treball i Seguretat Social, per la qual cosa hagué de renunciar a la Presidència del País Valencià, cedint aquest càrrec a José Luis Olivas Martínez. Així mateix José María Aznar el nomenà Portaveu del Govern el 3 de setembre de 2003.
Sense abandonar el seu escó al Parlament del País Valencià fou nomenat senador al Senat espanyol en representació d'aquesta cambra, càrrec que ocupà fins a les eleccions generals de 2004, en les quals aconseguí l'acta de diputat al Congrés dels Diputats i es convertí en el portaveu del Partit Popular a l'oposició.
El 2008 abandonà el seu càrrec de portaveu arran de la nova derrota del Partit Popular a les urnes, i poc després s'acomiadà del seu escó per esdevenir director de Telefònica.
El 2015 assessorà a Albert Rivera per a elegir membres del partit polític Ciutadans - Partit de la Ciutadania del territori valencià.
Fou detingut el 22 de maig de 2018 acusat de blanqueig de capitals i malversació per l'alteració de contractes públics de les Inspeccions tècniques de vehicles, privatitzades per ell i rescatades per l'esquerra valenciana, i l'adjudicació del Pla Eòlic.
El partit polític Ciutadans, de Múrcia, exigí a la Universitat Politècnica de Cartagena el 22 de maig de 2018 que retirara a Zaplana del càrrec de vocal del Consell Social perquè donava mala imatge.

### Condemna
Fou condemnat en octubre de 2024 a 10 anys i 5 mesos de presó, 17 anys i 10 mesos d'inhabilitació per a ocupació i càrrec públic, i tres anys per a l'exercici de la seva professió en el marc del cas Erial pels delictes de blanqueig de capitals, suborn, falsedat en document mercantil, i se li imposa una multa de 20,6 milions d'euros pel delicte de blanqueig i altres 4,4 pel delicte de suborn.

## Zaplanisme
Zaplanisme (o zaplanistes) és el nom amb què és conegut el grup de polítics valencians, vinculats inicialment Partit Popular de la Comunitat Valenciana, que segueixen o han seguit en els darrers anys els postulats i interessos polítics de l'expresident de la Generalitat Valenciana i del Partit Popular de la Comunitat Valenciana Eduardo Zaplana.
El terme "zaplanisme" comença a utilitzar-se després de la sortida de Zaplana de la presidència de la Generalitat per a formar part del govern a Madrid de José María Aznar, l'any 2002. Eduardo Zaplana nomena successor al front del govern valencià José Luis Olivas, però serà Francesc Camps el nou candidat a presidir la Generalitat i a dirigir el PPCV, encara que com a secretari general.
Els seguidors de Zaplana, que havien exercit càrrecs a les diverses administracions valencianes des de l'arribada al poder el 1995, són desplaçats progressivament d'aquests càrrecs cosa que desemboca en un enfrontament amb el president Camps i els seus seguidors, anomenats "campsistes", en contraposició al "zaplanisme". Una disputa que ha viscut el seu darrer episodi el 2008 amb el Congrés Provincial del PP a Alacant on el zaplanista José Joaquín Ripoll es disputà i guanyà la reelecció com a president provincial amb l'alcalde de Benidorm i reconegut campsista Manuel Pérez Fenoll. Ripoll és considerat el màxim representant del zaplanisme, que actualment es manté a la província d'Alacant en algunes institucions on el Partit Popular governa, com la Diputació d'Alacant o alguns importants ajuntaments.
Destaquen alguns polítics zaplanistes com Julio de España que fou president de les Corts Valencianes a la primera legislatura del govern Camps; Gema Amor, consellera als governs de Zaplana primer, i de Camps després, i diputada de Turisme a la Diputació d'Alacant; Alicia de Miguel també consellera als dos executius; l'expresident de la Diputació de València i antic membre d'Unió Valenciana, Fernando Giner, i José Joaquín Ripoll Serrano, president de la Diputació d'Alacant.
El conflicte entre zaplanistes i campistes ha provocat diverses escissions en el Partit Popular de la Comunitat Valenciana. Així per exemple, a Benidorm Gema Amor va abandonar el PP per a presentar-se a les llistes del Centre Democràtic Liberal (CDL).